# Fatima Zahra El Hayani
Fatima Zahra El Hayani, née le 23 juillet 1996 à Sidi Slimane, est une coureuse cycliste marocaine, spécialiste de la piste.

## Palmarès sur piste

### Championnats d'Afrique
- Casablanca 2016
  -  Médaillée d'or du 500 mètres
  -  Médaillée d'or de la poursuite individuelle
  -  Médaillée d'or de la vitesse par équipes
  -  Médaillée d'argent de la course aux points
- Casablanca 2018
  -  Médaillée d'argent du keirin
  -  Médaillée d'argent de la poursuite par équipes
  -  Médaillée de bronze de la vitesse par équipes
  -  Médaillée de bronze de la poursuite individuelle
- Pietermaritzburg 2019
  -  Médaillée de bronze de la vitesse individuelle
- Le Caire 2021
  -  Médaillée d'argent de la poursuite individuelle
  -  Médaillée d'argent de la course aux points
  -  Médaillée d'argent du scratch
  -  Médaillée d'argent de la course à l'élimination
  -  Médaillée d'argent de l'omnium
  -  Médaillée d'argent de poursuite par équipes (avec Fatima Zahra Benzekri, Nora Sahmoud et Hakima Barhraoui)
  -  Médaillée de bronze du 500 mètres
  -  Médaillée de bronze de vitesse par équipes (avec Fatima Zahra Benzekri et Hakima Barhraoui)

### Jeux africains
- Casablanca 2019
  -  Médaille de bronze en VTT cross-country marathon[1]

## Palmarès sur route
- 2014
  -  Championne du Maroc sur route
- 2018
  -  Championne du Maroc sur route
  -  Championne du Maroc du contre-la-montre